# Плеханов, Сергей Яковлевич
Сергей Яковлевич Плеханов (14 ноября 1935, д. Санча. Можгинский район, Удмуртская АССР, РСФСР — 22 августа 2010, Можга, Удмуртская Республика, Российская Федерация) — советский и российский тренер по лыжным гонкам, заслуженный тренер СССР и России.

## Биография
В начале 50-х годов, обучаясь в ремесленном училище города Ижевска, увлёкся лыжными гонками, в 1952—1953 гг. входил в состав сборной команды Удмуртии. После переезда в Можгу работал председателем спорткомитета, с 1961 года перешел на тренерскую работу при Можгинском ветеринарном техникуме.
В 1962 году добился первого успеха в качестве тренера — третье место в России среди лыжников из сельскохозяйственных учебных заведений. С 1964 года его воспитанники постоянно входили в сборную команду Удмуртии.
За 35 лет тренерской работы подготовил 2 мастеров спорта международного класса, 9 мастеров спорта, 15 кандидатов в мастера спорта. С 1995 года на пенсии.

## Известные ученики
- Городских (Ельцова) Екатерина — мастер спорта СССР по лыжным гонкам, член сборной команды СССР, призёр чемпионата СССР среди юниоров по лыжным гонкам
- Пестерева Нина — мастер спорта СССР по лыжным гонкам, член сборной команды СССР
- Парамонова Нина Аркадьевна — трехкратная чемпионка СССР по лыжным гонкам, чемпионка мира.
- Шадрина Татьяна — бегунья, в составе сборной СССР стала чемпионкой мира в эстафетном марафоне в 1981 году в Японии, мастер спорта международного класса. Ныне живёт во Франции.
- Тихонова Тамара Ивановна — мастер спорта международного класса, двукратная олимпийская чемпионка, трехкратная чемпионка мира, призёр первенства Европы.

## Награды и звания[1]
- «Заслуженный работник физической культуры РСФСР» (1983)
- «Заслуженный тренер РСФСР» (1986)
- «Заслуженный тренер СССР» (1989)
- «Почетный гражданин города Можги» (1996)